# Abhängigenquotient
Der Abhängigenquotient ist ein Begriff aus der Demografie. Er gibt das Verhältnis der Anzahl von Personen, die nicht im Erwerbstätigenalter sind, zur Anzahl von Personen im Erwerbstätigenalter in einer Gesellschaft an.
Der Abhängigenquotient ergibt sich aus zwei Komponenten. Der Altenquotient gibt das Verhältnis der Anzahl älterer Menschen zur Anzahl jüngerer Menschen in einer Gesellschaft an und wird üblicherweise genauer als das Verhältnis der Anzahl von Personen, die nicht mehr im Erwerbstätigenalter sind, zur Anzahl von Personen im Erwerbstätigenalter definiert. Weitgehend synonym zum Begriff „Altenquotient“ werden die Begriffe „Altersquotient“, „Belastungsquotient“ oder auch „Altenlastquote“ verwendet. Der Jugendquotient stellt die zweite Komponente dar und gibt entsprechend das Verhältnis der Anzahl von Personen, die noch nicht im Erwerbstätigenalter sind, zur Anzahl von Personen im Erwerbstätigenalter an.
Diese Quotienten beziehen sich ausschließlich auf die Altersgrenzen und lassen Fragen einer tatsächlichen Erwerbstätigkeit und Erwerbsfähigkeit der Personen außer Betracht.

## Berechnung
Der Altenquotient gibt das statistische Verhältnis der Menschen, die (meist ab 65 bzw. 60 Jahre) nicht mehr im erwerbsfähigen Alter sind, zu jenen im erwerbsfähigen Alter (meist ab 15 bzw. 20 Jahre bis 64 bzw. 59 Jahre) an. Er bezieht sich dabei immer auf eine bestimmte Bevölkerung zu einem bestimmten Zeitpunkt. Üblich ist die Berechnung eines Altenquotienten aus der Zahl von Personen im Alter ab 65 Jahren bezogen auf die Zahl der 15- bis 64-Jährigen (also bezogen auf die Zahl der Personen im typischen Erwerbsalter). Eine abweichende Wahl von Altersgrenzen ist jedoch gleichfalls möglich. Die verwendeten Grenzen sollten entsprechend immer kenntlich gemacht werden.
Der Jugendquotient gibt entsprechend üblicherweise die Zahl der unter 15-Jährigen bezogen auf die Zahl der 15- bis 64-Jährigen an.
Der Abhängigenquotient gibt die Zahl derjeniger, die unter 15 oder über 64 Jahre alt sind, wieder auf die Zahl der 15- bis 64-Jährigen bezogen. Er ergibt sich daher als Summe aus dem Alten- und dem Jugendquotient.
{\displaystyle {\text{Altenquotient}}={\frac {\text{Bevölkerung ab 65 Jahre}}{\text{Bevölkerung 15–64 Jahre}}}}
{\displaystyle {\text{Jugendquotient}}={\frac {\text{Bevölkerung 0–14 Jahre}}{\text{Bevölkerung 15–64 Jahre}}}}
{\displaystyle {\text{Abhängigenquotient}}={\frac {\text{Bevölkerung 0–14 Jahre oder ab 65 Jahre}}{\text{Bevölkerung 15–64 Jahre}}}={\text{Altenquotient}}+{\text{Jugendquotient}}}
Der errechnete Quotient kann jeweils als Dezimalzahl mit Nachkommastellen angegeben werden (z. B. durch die Angabe eines Altenquotienten 0,20 bei einer Relation von 1 zu 5). Üblich ist eine Multiplikation des Wertes mit dem Faktor 100 (im genannten Beispiel würde entsprechend der Altenquotient 20 im Sinne von 20 Älteren je 100 Jüngere resultieren).
Bisweilen findet sich auch eine Angabe als Prozentwert. Eine Angabe als Prozentwert ist allerdings streng genommen verkehrt und sollte vermieden werden, da der Quotient immer eine Ratio bzw. ein Größenverhältnis von zwei unterschiedlichen Populationen beschreibt. Prozentwerte erfassen demgegenüber meistens einen Teil eines Ganzen. Da in der mathematischen Definition der Nenner nicht die Gesamtpopulation, sondern die Population im Erwerbstätigenalter eingeht, wäre eine Prozentangabe somit irreführend. Deutlich wird dies an einem hypothetischen Zahlenbeispiel: bei einem Abhängigenquotient von 1,0 (bzw. 100) gäbe es altersbezogen ebenso viele Personen innerhalb wie außerhalb des Erwerbstätigenalters; wäre er als „100 %“ angegeben, würde fälschlicherweise der Eindruck erweckt, das Alter sämtlicher Personen läge außerhalb des Erwerbstätigenalters.

## Aktuelle Daten
2019 lag der Altenquotient in Deutschland bei 36,4, während er im Jahr 1950 noch bei 16,3 lag, was wohl u. a. mit den vielen Kriegsopfern des 1945 zu Ende gegangenen Zweiten Weltkrieges und der seinerzeit noch deutlich geringeren Lebenserwartung der Menschen nach den Strapazen und Folgen des Zweiten Weltkrieges begründet werden kann.
Die Rürup-Kommission zur Nachhaltigkeit in der Finanzierung der sozialen Sicherungssysteme beziffert diesen Faktor auf das Jahr 2000 mit 24,2, auf das Jahr 2030 mit 34,9 und auf das Jahr 2040 auf 52,6.
Das Statistische Bundesamt prognostizierte im Jahr 2006 für das Jahr 2030 einen AQ von 50 bzw. 52; im Jahr 2050 soll er bei 60 bzw. 64 liegen.
Aus dem 2011 veröffentlichten Bericht des Statistischen Bundesamtes mit dem Titel Wie leben Kinder in Deutschland? geht hervor, dass in keinem anderen Land der Europäischen Union so wenige Kinder leben wie in Deutschland; so sind nur noch 16,5 Prozent der über 81 Millionen deutschen Staatsbürger jünger als 18 Jahre.
Die verlinkte Liste zeigt die Länder der Welt nach den Fertilitätsraten und der Anzahl der Geburten je 1000 Einwohner sowie deren Entwicklung in den Jahren 1950–2015.

## Kritik
Zwar hat der Abhängigenquotient den Vorteil, beide demographischen Gruppen, die gesellschaftlich von erwerbstätigen Personen abhängig sind, darzulegen. Die Darstellung der Abhängigenquote im demographischen Wandel ab der Nachkriegszeit aber deutet auf ein nicht-tragbares (zunehmendes) Niveau in der Entwicklung des Quotienten hin. Dabei wird ausgeblendet, dass (abhängig von der Alterskategorisierung der Erwerbstätigen) Prognosen der nächsten Jahrzehnte weiterhin tiefer sind, als der Wert beispielsweise um 1900 war. Durch steigende Produktivität im Laufe des 20. Jahrhunderts sind zudem weniger Erwerbstätige für dieselbe Förderungssumme nötig, wodurch die Quoten im Jahresvergleich weniger vergleichbar werden: Aktuelle hohe Quoten wären somit volkswirtschaftlich leichter verkraftbar.
Zu berücksichtigen ist auch, dass die früheren Zahlen mit Vorsicht zu bewerten sind. So musste nach den Erhebungen des Zensus 2011 die Anzahl der über 90-Jährigen deutlich nach unten korrigiert werden, bei den über 90-jährigen Männern um minus 30 Prozent. Aber auch bei den Einwohnerzahlen der BRD insgesamt gab es nach Zensus 2011 eine Korrektur nach unten von rund 82 Mio. auf rund 80 Mio.